# Hans Halm (Musikwissenschaftler)
Hans Halm (* 5. April 1898 in München; † 26. Januar 1965 ebenda) war ein deutscher Bibliothekar und Musikwissenschaftler.

## Leben und Wirken
Hans Halm stammt aus einer Gelehrten- und Künstlerfamilie. Sein Vater, Philipp Maria Halm, war von 1916 bis 1931 Direktor des Bayerischen Nationalmuseums, der Radierer Peter Halm war sein Onkel.
Nach dem Schulbesuch und Absolutorium am Wilhelmsgymnasium München im Jahr 1917 wurde Halm vom Vaterländischen Hilfsdienst der Bayerischen Staatsbibliothek zugeteilt, was seine spätere Berufswahl entscheidend beeinflusste. Ab 1918 studierte er an der Ludwig-Maximilians-Universität München deutsche und englische Philologie, Geschichte und Musikwissenschaft; 1924 erfolgte seine Promotion.
Ab 1926 war er bei der Bayerischen Staatsbibliothek München beschäftigt. Im Jahr 1930 wurde er Staatsbibliothekar und Mitarbeiter der Staatsbibliothek Bamberg und wechselte 1933 wieder als Staatsbibliothekar an die Staatsbibliothek München, wo er 1938 Leiter der Musiksammlung wurde.
Im Jahr 1951 war er Gründungsmitglied der International Association of Music Libraries, Archives and Documentation Centres (AIML, früher AIBM) sowie  von 1955 bis 1964 Präsident der deutschen Gruppe der AIBM. 1957 war er Mitbegründer der Gesellschaft für Bayerische Musikgeschichte.

## Veröffentlichungen
- Die Schicksale der Bayerischen Staatsbibliothek während des zweiten Weltkrieges. Nach amtlichen Berichten, persönlichen Aussagen und eigenen Erlebnissen. C. Wolf & Sohn, München 1949
- Das Werk Beethovens. Thematisch-bibliographisches Verzeichnis seiner sämtlichen vollendeten Kompositionen. Von Georg Kinsky; nach dem Tode des Verfassers abgeschlossen und herausgegeben von Hans Halm. G. Henle Verlag, München, 1955
- Eine unbekannte Handschrift der „Kinder-Symphonie“. In:  Anthony van Hoboken. Festschrift zum 75. Geburtstag. Autor: Joseph Schmidt-Görg; Verlag B.Schott’s Söhne, Mainz, 1962.